# 1842 en philosophie
Chronologie de la philosophie
- 1838
- 1839
- 1840
- 1841
- 1842
- 1843
- 1844
- 1845
- 1846

L’année 1842 a été marquée, en philosophie, par les événements suivants :

## Publications
- Publication en France sous le nom de l'auteur de Voyage en Icarie d'Étienne Cabet, d'abord publié en 1840 en Angleterre anonymement sous le titre Voyages et aventures du Lord Wiliam Carisdall en Icarie.
- Le Complément de la philosophie sociale, et les conclusions générales, dernier tome du Cours de philosophie positive d'Auguste Comte.
- Avertissement aux propriétaires ou lettre à M. Considerant, rédacteur de « la Phalange » sur une défense de la propriété, 3e mémoire de Qu'est-ce que la propriété ? de Pierre-Joseph Proudhon.
- Parution de Spiridion, roman dit « philosophique » de George Sand, d'abord publié en 1838-1839 dans la Revue des deux mondes.
- Philosophie de la mythologie de Schelling.

## Naissances
- 11 janvier : William James, psychologue et philosophe américain, mort en 1910.
- 23 février : Karl Robert Eduard von Hartmann, philosophe allemand, mort en 1906.
- 30 mars : John Fiske, philosophe américain, mort en 1901.
- 4 juillet : 
  - Hermann Cohen, philosophe allemand, l'un des fondateurs de l'école néo-kantienne de Marburg, mort en 1918.
  - Gustav Ratzenhofer, militaire, philosophe, politologue et sociologue autodidacte autrichien, mort en 1904.

## Décès
- 4 février : Théodore Jouffroy, philosophe français, né en 1796.
- 22 juin : Wilhelm Traugott Krug, philosophe allemand, né en 1770.